# 蘭氏遊鰾條鰍
蘭氏遊鰾條鰍（學名：Physoschistura raoi），為輻鰭魚綱鯉形目條鰍科遊鰾條鰍屬的其中一種。分布於亞洲緬甸撣邦北部蒙耶淡水流域，體長可達3.4公分，棲息在河川底層水域，生活習性不明。

## 扩展阅读
維基物種上的相關：蘭氏遊鰾條鰍